# リバティ・アベニュー駅
リバティ・アベニュー駅（Liberty Avenue）は、ブルックリン区イーストニューヨークのリバティ・アベニューとペンシルベニア・アベニュー交差点に位置するニューヨーク市地下鉄INDフルトン・ストリート線の駅。C系統が深夜帯以外停車する。深夜帯はA系統に代わる。

## 駅構造
| G          | 地上階                     | 出入口 |
| M          | 改札階                     | 改札口、駅員詰所、メトロカード自動券売機 |
| P ホーム階 | 相対式ホーム、右側扉が開く | 相対式ホーム、右側扉が開く |
| P ホーム階 | 北行緩行線                 | ← 深夜帯：207丁目駅行き（ブロードウェイ・ジャンクション駅） ← 168丁目駅行き（ブロードウェイ・ジャンクション駅）                               |
| P ホーム階 | 北行急行線                 | ← 深夜帯以外：通過 |
| P ホーム階 | 南行急行線                 | → 深夜帯以外：通過 → |
| P ホーム階 | 南行緩行線                 | → 深夜帯：ファー・ロッカウェイ駅行き（ヴァン・シックレン・アベニュー駅）→ ユークリッド・アベニュー駅行き（ヴァン・シックレン・アベニュー駅）→ |
| P ホーム階 | 相対式ホーム、右側扉が開く | |

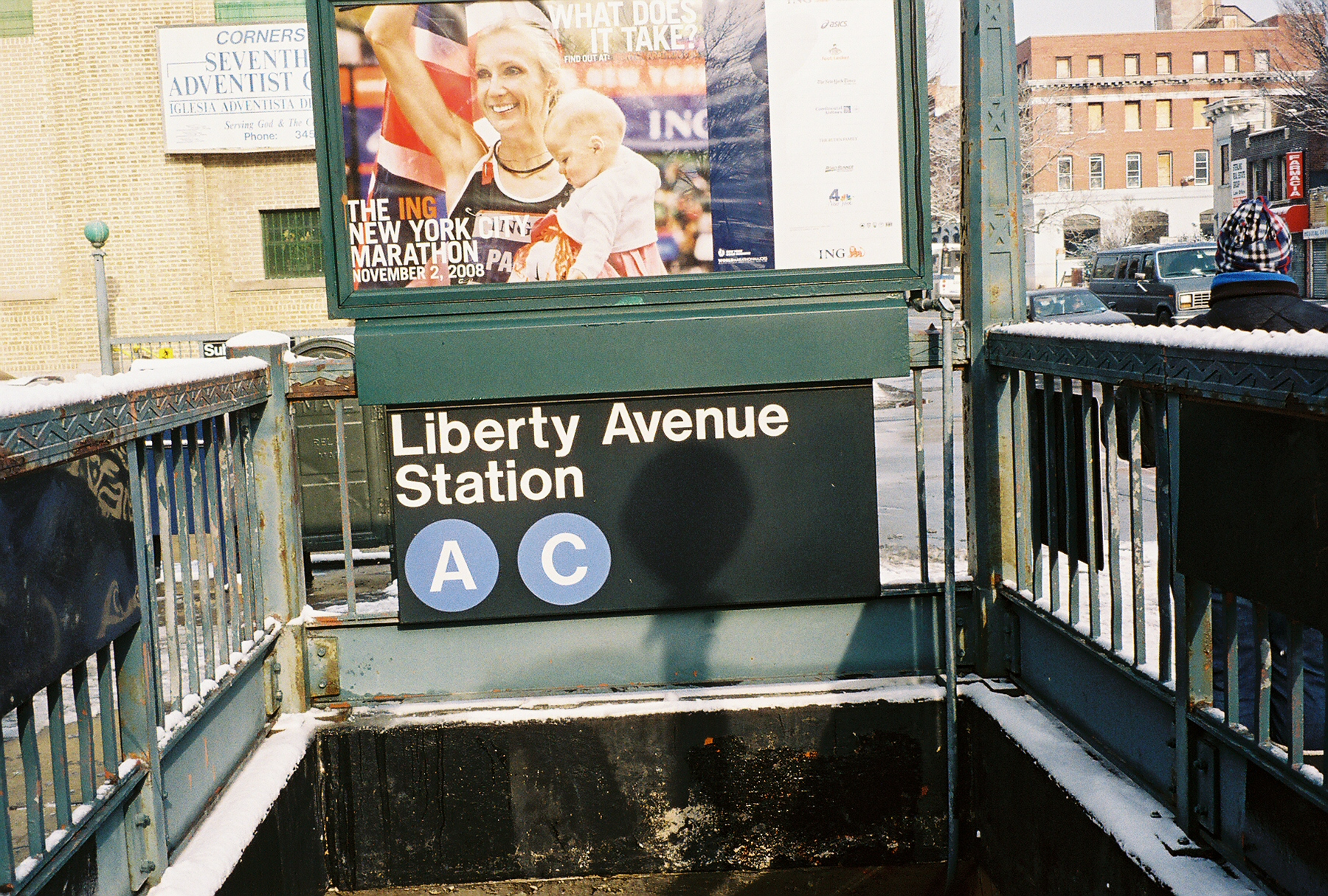
地上の階段

相対式ホーム2面4線の地下駅で急行線は日中A系統が通過する。駅構内には“To Manhattan”や“To Richmond Hill and Ozone Park”、“Public Telephone”と書かれた古い標識が残る。また階段下の倉庫は以前は待合所だった。
駅は第二次世界大戦の影響で開業が遅延した。開業は大戦後の1948年11月28日だった。

### 出口
改札はホーム上にある。地上への階段はリバティ・アベニューとペンシルベニア・アベニュー交差点の北東・北西・南東・南西に設置されている。